# ميجيل مارتينس
ميجيل مارتينس (بالإسبانية: Mikel Martins Das Neves) (28 مايو 1983 بسان سيباستيان في إسبانيا - ) هو لاعب كرة قدم إسباني في مركز الوسط. لعب مع أتلتيك بيلباو ب وريال يونيون ونادي إيركوليس ونادي باسكونيا ونادي غيخيليو ونادي قادش ونادي ميرانديس وBenidorm CF ‏ وCD Baza ‏.

## وصلات خارجية
- ميجيل مارتينس على موقع قاعدة بيانات كرة القدم.إي يو (الإنجليزية)
- ميجيل مارتينس على موقع Soccerway.com (الإنجليزية)
- ميجيل مارتينس على موقع AS.com (الإسبانية)